# Chalinolobus gouldii
Espèce
Statut de conservation UICN

 LC  : Préoccupation mineure
Chalinolobus gouldii est une espèce chauves-souris de la famille des Vespertilionidae.

## Distribution
Cette espèce se rencontre en Australie et à Norfolk, la population de cette île pouvant représenter une espèce distincte.

## Publication originale
- Gray, 1841 : Contributions towards the geographical distribution of the Mammalia in Australia, with notes on some recently discovered species, in a letter addressed to the Author. Appendix C. Journals of Two Expeditions of Discovery in North-west and Western Australia During the Years 1837, 38, and 39, Under the Authority of Her Majesty's Government. Describing many newly discovered, important, and fertile districts, with observations on the moral and physical condition of the aboriginal inhabitants, p. 397-414